# Ulrich Larsen - The Mole
ウルリッヒ・レーヴェンスジョルド・ラーセン（Ulrich Løvenskjold Larsen）は、北朝鮮(朝鮮民主主義人民共和国)に潜入した覆面モグラ(スパイ活動)でした。2010年から2021年の間に韓国友好協会(KFA)に10年以上を費やした。2021年10月、ウルリッヒは北朝鮮の兵器計画と国際的な制裁を回避する手続きを暴露した後、自分のカバーをほくろとして吹き飛ばした。潜入の間、ウルリッヒは受賞歴のあるデンマークのドキュメンタリー映画監督マッズ・ブリュッガーと提携し、大規模な違法兵器配布の計画を記録することができました。このシリーズは後に、2021年のデンマークのロバート賞で「最優秀ドキュメンタリー」ウルリク・ラーセンは、スピーチや講演を通じて彼の話を共有し、北朝鮮についての意識を高め、彼の経験を秘密裏に共有しています。

## バイオグラフィー
Ulrich'TheMole'LøvenskjoldLarsen（1976年生まれ、デンマーク、シーランド）は、10年以上にわたって北朝鮮に潜入した引退したシェフです 。慢性疾患のため、ウルリッヒは早期引退を余儀なくされました。それから彼はデンマークの北朝鮮の支持者を調査するために彼の時間を使うことに決めました。ウルリク・ラーセンは、北朝鮮政権の忠実な支持者を装って、最初はデンマークの北朝鮮友好組織との協力を開始し、その後デンマークの組織のランクを上げ、最終的には国際友好協会（KFA）の内輪になりました 。ここで、ウルリッヒは、北朝鮮の西側で最も影響力のある支持者の何人かの信頼を得た。数年間、ウルリッヒはKFAの公式スカンジナビア代表として機能していました 。 

ウルリッヒ・ラーセンの潜入生活の一環として、彼はKFA内の義務を果たすためにヨーロッパを旅し、国際社会の有名なメンバーになりました。ドキュメンタリー「モグラ - 北朝鮮の覆面」は、KFA内で働くモルとしてのウルリッヒの旅に続きます。ドキュメンタリーの撮影は、ウルリッヒを北朝鮮に導き、世界中で、北朝鮮と偽の実業家との間で大陸横断スカッドミサイル、武器、メタンフェタミンの交渉を開始する。
タンフェタミンの交渉を開始します。これは、北朝鮮が政権に対して課された厳格な制裁を回避しようとする方法を明らかにした 。ドキュメンタリーで行われた諜報活動は、ウルリク・ラーセンの作品に関心を示した国連 。中国は国連専門家委員会に、北朝鮮の制裁違反に関するドキュメンタリーを「信頼できる情報源」として受け入れないと伝えたと伝えられている 。ウルリク・ラーセンは、北朝鮮の国家公務員と直接接触したとされる北朝鮮外務省の特別代表である国際友好協会（KFA）の会長であるアレハンドロ・カオ・デ・ベノス 。何年にもわたって信頼を得た後、アレハンドロ・カオ・デ・ベノスはウルリッヒに北朝鮮についての秘密を託し、彼に秘密の任務を提供します。政権代表間の交渉の秘密の記録と偽の実業家、ドキュメンタリーは、北朝鮮が石油、麻薬、お金を取引するための国連（UN）の制裁をどのように無視しているかを示してい 。その後、ドキュメンタリーは、ウルリッヒがアレハンドロ・カオ・デ・ベノスとウルリッヒの無防備な妻に彼の正体を明らかにするのを見ます。ウルリッヒの二重の人生は衝撃的なニュースです 。

## ドキュメンタリーのウルリク・ラーセン
ドキュメンタリーTheMole ：Undercover in North Koreaは、デンマークの映画監督MadsBrüggerによって指導されています。ブリュッガーは、受賞歴のあるドキュメンタリー「レッドチャペル」の続編として、ウルリクラーセンから連絡を受け、彼の旅の秘密についてのドキュメンタリーを制作しました。ドキュメンタリーでは、ウルリッヒが北朝鮮と、ジム・ラトラッシュ・クヴォルトラップが演じる偽の実業家であるジェームズ氏との接点になります。ジェームズ氏は、北朝鮮との違法取引を進んで開始することをいとわない裕福なノルウェー人実業家を装っています。二人の男は、北朝鮮の外交官と会い、大陸横断ミサイル、武器、メタンフェタミンを含む大規模な違法貿易協定を交渉するために世界中を旅します。この計画の目的は、北朝鮮がどのように国際的な制裁を回避し、北朝鮮の外で非常に違法な活動を開始しているかを明らかにすることです。このドキュメンタリーは、2020年10月11日にデンマーク、ノルウェー、スウェーデン、イギリスで初公開され、デンマークの映画監督マッズブルッガーによって監督されました。 2014年から2019年まで北朝鮮に関する国連専門家パネルのコーディネーターを務めたヒュー・グリフィス氏は、この映画の啓示を「非常に信頼できる」と呼んだ。この映画は、私たちが今まで見てきたことを委員長金正恩への最も深刻な恥ずかしされ、」グリフィスは言った。 ウルリッヒの作品の批評家は、それがドキュメンタリーのジャンルの限界を超えて広がり、ウルリッヒとジェームズ氏が不必要に危険にさらされていると述べています 。

## 私生活
Ulrich'TheMole'LøvenskjoldLarsen（1976年生まれ、ジーランド、デンマーク）は、幼少期に東ドイツと西ドイツに分割されたドイツ国境に近いデンマーク南部で育ちました 。ドキュメンタリーが公開されて以来、ウルリク・ラーセンは国際的な基調講演者になりました。ウルリッヒは、デンマークでの全国的なスピーチツアーの一環として、講演とスピーチの取り組みを行ってきました  。The Mole The Mole